# Final de la Copa Italia 2021-22
La Final de la Copa Italia 2021-22 fue la 75.ª edición de la definición del torneo. La Final se disputó el 11 de mayo de 2022.

## Finalistas
En negrita, las finales ganadas.
| Equipos        | Finales jugadas anteriormente | Finales jugadas anteriormente |
| -------------- | ----------------------------- | --- |
| Juventus       | 6 (14)                        | 1937-38, 1941-42, 1958-59, 1959-60, 1964-65, 1972-73, 1978-79, 1982-83, 1989-90, 1991-92, 1994-95, 2001-02, 2003-04, 2011-12, 2014-15, 2015-16, 2016-17, 2017-18, 2019-20, 2020-21 |
| Inter de Milán | 6 (7)                         | 1938-39, 1958-59, 1964-65, 1976-77, 1977-78, 1981-82, 1999-00, 2004-05, 2005-06, 2006-07, 2007-08, 2009-10, 2010-11                                                                |

## Sede de la Final
La final se jugó en el Estadio Olímpico de Roma, de Roma, Italia.
| Italia                          |                  |                  |                  |
| Ciudad                          | Estadio          |                  |                  |
| Roma                            | Olímpico de Roma | Olímpico de Roma | Olímpico de Roma |
|                                 |                  |                  |                  |
| 72 700 espectadores             |                  |                  |                  |
| Final de la Copa de Italia 2022 |                  |                  |                  |

## Camino a la final
| Juventus              | Juventus              | Juventus              | Eliminatoria     | Inter de Milán        | Inter de Milán        | Inter de Milán        |
| --------------------- | --------------------- | --------------------- | ---------------- | --------------------- | --------------------- | --------------------- |
| Rival                 | Resultado             | Resultado             | Fase             | Rival                 | Resultado             | Resultado             |
| No participó          | No participó          | No participó          | Primera ronda    | No participó          | No participó          | No participó          |
| No participó          | No participó          | No participó          | Segunda ronda    | No participó          | No participó          | No participó          |
| Sampdoria             |                       | 4 - 1                 | Octavos de final | Empoli                |                       | 3 - 2                 |
| Sassuolo              |                       | 2 - 1                 | Cuartos de final | Roma                  |                       | 2 - 0                 |
| Fiorentina            |                       | 0 - 1                 | Semifinales      | Milan                 |                       | 0 - 0                 |
| Fiorentina            |                       | 2 - 0                 | Semifinales      | Milan                 |                       | 3 - 0                 |
| Resultado global: 3–0 | Resultado global: 3–0 | Resultado global: 3–0 | Semifinales      | Resultado global: 3–0 | Resultado global: 3–0 | Resultado global: 3–0 |

## Partido

### Ficha
| 36    | POR   | Mattia Perin          |     |
| 6     | DEF   | Danilo                | 41' |
| 4     | DEF   | Matthijs de Ligt      |     |
| 3     | DEF   | Giorgio Chiellini     | 84' |
| 12    | DEF   | Alex Sandro           | 91' |
| 28    | MED   | Denis Zakaria         | 67' |
| 25    | MED   | Adrien Rabiot         |     |
| 11    | MED   | Juan Cuadrado         |     |
| 20    | MED   | Federico Bernardeschi | 67' |
| 10    | DEL   | Paulo Dybala          | 99' |
| 7     | DEL   | Dušan Vlahović        |     |
| D. T. | D. T. | Massimiliano Allegri  |     |

| 1     | POR   | Samir Handanović  |       |
| 37    | DEF   | Milan Škriniar    |       |
| 6     | DEF   | Stefan de Vrij    |       |
| 33    | DEF   | Danilo D'Ambrosio | 64'   |
| 36    | MED   | Matteo Darmian    | 64'   |
| 23    | MED   | Nicolò Barella    |       |
| 77    | MED   | Marcelo Brozović  |       |
| 20    | MED   | Hakan Çalhanoğlu  | 90+1' |
| 14    | MED   | Ivan Perišić      |       |
| 10    | DEL   | Lautaro Martínez  | 90+1' |
| 9     | DEL   | Edin Džeko        | 63'   |
| D. T. | D. T. | Simone Inzaghi    |       |

| 9  | DEL | Álvaro Morata    | 41' |
| 19 | DEF | Leonardo Bonucci | 67' |
| 27 | MED | Manuel Locatelli | 67' |
| 5  | MED | Arthur           | 84' |
| 17 | DEF | Luca Pellegrini  | 91' |
| 18 | DEL | Moise Kean       | 99' |

| 19 | DEL | Joaquín Correa        | 63'   |
| 2  | DEF | Denzel Dumfries       | 64'   |
| 32 | DEF | Federico Dimarco 116' | 64'   |
| 22 | MED | Arturo Vidal          | 90+1' |
| 7  | DEL | Alexis Sánchez        | 90+1' |
| 95 | DEF | Alessandro Bastoni    | 116'  |

| 50' · 52' | Alex Sandro Dušan Vlahović | 1:1 2:1 |

| 6' · 80' · 99' · 102' | Nicolò Barella Hakan Çalhanoğlu Ivan Perišić | 0:1 2:2 2:3 2:4 |

| 83' · 90+2' | Massimiliano Allegri Manuel Locatelli |

| 55' · 119' | Marcelo Brozović Arturo Vidal |

| 104' | Massimiliano Allegri |

| Principal  | Paolo Valeri          |
| Asistentes | Alessandro Giallatini |
|            | Fabiano Preti         |
| Cuarto     | Simone Sozza          |
| Quinto     | Salvatore Longo       |

| VAR            | Aleandro Di Paolo |
| Asistentes VAR | Rosario Abisso    |

| Alineación inicial |

| 36    | POR   | Mattia Perin          |     |
| 6     | DEF   | Danilo                | 41' |
| 4     | DEF   | Matthijs de Ligt      |     |
| 3     | DEF   | Giorgio Chiellini     | 84' |
| 12    | DEF   | Alex Sandro           | 91' |
| 28    | MED   | Denis Zakaria         | 67' |
| 25    | MED   | Adrien Rabiot         |     |
| 11    | MED   | Juan Cuadrado         |     |
| 20    | MED   | Federico Bernardeschi | 67' |
| 10    | DEL   | Paulo Dybala          | 99' |
| 7     | DEL   | Dušan Vlahović        |     |
| D. T. | D. T. | Massimiliano Allegri  |     |

| 1     | POR   | Samir Handanović  |       |
| 37    | DEF   | Milan Škriniar    |       |
| 6     | DEF   | Stefan de Vrij    |       |
| 33    | DEF   | Danilo D'Ambrosio | 64'   |
| 36    | MED   | Matteo Darmian    | 64'   |
| 23    | MED   | Nicolò Barella    |       |
| 77    | MED   | Marcelo Brozović  |       |
| 20    | MED   | Hakan Çalhanoğlu  | 90+1' |
| 14    | MED   | Ivan Perišić      |       |
| 10    | DEL   | Lautaro Martínez  | 90+1' |
| 9     | DEL   | Edin Džeko        | 63'   |
| D. T. | D. T. | Simone Inzaghi    |       |

| 9  | DEL | Álvaro Morata    | 41' |
| 19 | DEF | Leonardo Bonucci | 67' |
| 27 | MED | Manuel Locatelli | 67' |
| 5  | MED | Arthur           | 84' |
| 17 | DEF | Luca Pellegrini  | 91' |
| 18 | DEL | Moise Kean       | 99' |

| 19 | DEL | Joaquín Correa        | 63'   |
| 2  | DEF | Denzel Dumfries       | 64'   |
| 32 | DEF | Federico Dimarco 116' | 64'   |
| 22 | MED | Arturo Vidal          | 90+1' |
| 7  | DEL | Alexis Sánchez        | 90+1' |
| 95 | DEF | Alessandro Bastoni    | 116'  |

| 50' · 52' | Alex Sandro Dušan Vlahović | 1:1 2:1 |

| 6' · 80' · 99' · 102' | Nicolò Barella Hakan Çalhanoğlu Ivan Perišić | 0:1 2:2 2:3 2:4 |

| 83' · 90+2' | Massimiliano Allegri Manuel Locatelli |

| 55' · 119' | Marcelo Brozović Arturo Vidal |

| 104' | Massimiliano Allegri |

| Principal  | Paolo Valeri          |
| Asistentes | Alessandro Giallatini |
|            | Fabiano Preti         |
| Cuarto     | Simone Sozza          |
| Quinto     | Salvatore Longo       |

| VAR            | Aleandro Di Paolo |
| Asistentes VAR | Rosario Abisso    |

| Alineación inicial |

| 36    | POR   | Mattia Perin          |     |
| 6     | DEF   | Danilo                | 41' |
| 4     | DEF   | Matthijs de Ligt      |     |
| 3     | DEF   | Giorgio Chiellini     | 84' |
| 12    | DEF   | Alex Sandro           | 91' |
| 28    | MED   | Denis Zakaria         | 67' |
| 25    | MED   | Adrien Rabiot         |     |
| 11    | MED   | Juan Cuadrado         |     |
| 20    | MED   | Federico Bernardeschi | 67' |
| 10    | DEL   | Paulo Dybala          | 99' |
| 7     | DEL   | Dušan Vlahović        |     |
| D. T. | D. T. | Massimiliano Allegri  |     |

| 1     | POR   | Samir Handanović  |       |
| 37    | DEF   | Milan Škriniar    |       |
| 6     | DEF   | Stefan de Vrij    |       |
| 33    | DEF   | Danilo D'Ambrosio | 64'   |
| 36    | MED   | Matteo Darmian    | 64'   |
| 23    | MED   | Nicolò Barella    |       |
| 77    | MED   | Marcelo Brozović  |       |
| 20    | MED   | Hakan Çalhanoğlu  | 90+1' |
| 14    | MED   | Ivan Perišić      |       |
| 10    | DEL   | Lautaro Martínez  | 90+1' |
| 9     | DEL   | Edin Džeko        | 63'   |
| D. T. | D. T. | Simone Inzaghi    |       |

| 9  | DEL | Álvaro Morata    | 41' |
| 19 | DEF | Leonardo Bonucci | 67' |
| 27 | MED | Manuel Locatelli | 67' |
| 5  | MED | Arthur           | 84' |
| 17 | DEF | Luca Pellegrini  | 91' |
| 18 | DEL | Moise Kean       | 99' |

| 19 | DEL | Joaquín Correa        | 63'   |
| 2  | DEF | Denzel Dumfries       | 64'   |
| 32 | DEF | Federico Dimarco 116' | 64'   |
| 22 | MED | Arturo Vidal          | 90+1' |
| 7  | DEL | Alexis Sánchez        | 90+1' |
| 95 | DEF | Alessandro Bastoni    | 116'  |

| 50' · 52' | Alex Sandro Dušan Vlahović | 1:1 2:1 |

| 6' · 80' · 99' · 102' | Nicolò Barella Hakan Çalhanoğlu Ivan Perišić | 0:1 2:2 2:3 2:4 |

| 83' · 90+2' | Massimiliano Allegri Manuel Locatelli |

| 55' · 119' | Marcelo Brozović Arturo Vidal |

| 104' | Massimiliano Allegri |

| Principal  | Paolo Valeri          |
| Asistentes | Alessandro Giallatini |
|            | Fabiano Preti         |
| Cuarto     | Simone Sozza          |
| Quinto     | Salvatore Longo       |

| VAR            | Aleandro Di Paolo |
| Asistentes VAR | Rosario Abisso    |

| Alineación inicial |

| 36    | POR   | Mattia Perin          |     |
| 6     | DEF   | Danilo                | 41' |
| 4     | DEF   | Matthijs de Ligt      |     |
| 3     | DEF   | Giorgio Chiellini     | 84' |
| 12    | DEF   | Alex Sandro           | 91' |
| 28    | MED   | Denis Zakaria         | 67' |
| 25    | MED   | Adrien Rabiot         |     |
| 11    | MED   | Juan Cuadrado         |     |
| 20    | MED   | Federico Bernardeschi | 67' |
| 10    | DEL   | Paulo Dybala          | 99' |
| 7     | DEL   | Dušan Vlahović        |     |
| D. T. | D. T. | Massimiliano Allegri  |     |

| 1     | POR   | Samir Handanović  |       |
| 37    | DEF   | Milan Škriniar    |       |
| 6     | DEF   | Stefan de Vrij    |       |
| 33    | DEF   | Danilo D'Ambrosio | 64'   |
| 36    | MED   | Matteo Darmian    | 64'   |
| 23    | MED   | Nicolò Barella    |       |
| 77    | MED   | Marcelo Brozović  |       |
| 20    | MED   | Hakan Çalhanoğlu  | 90+1' |
| 14    | MED   | Ivan Perišić      |       |
| 10    | DEL   | Lautaro Martínez  | 90+1' |
| 9     | DEL   | Edin Džeko        | 63'   |
| D. T. | D. T. | Simone Inzaghi    |       |

| 9  | DEL | Álvaro Morata    | 41' |
| 19 | DEF | Leonardo Bonucci | 67' |
| 27 | MED | Manuel Locatelli | 67' |
| 5  | MED | Arthur           | 84' |
| 17 | DEF | Luca Pellegrini  | 91' |
| 18 | DEL | Moise Kean       | 99' |

| 19 | DEL | Joaquín Correa        | 63'   |
| 2  | DEF | Denzel Dumfries       | 64'   |
| 32 | DEF | Federico Dimarco 116' | 64'   |
| 22 | MED | Arturo Vidal          | 90+1' |
| 7  | DEL | Alexis Sánchez        | 90+1' |
| 95 | DEF | Alessandro Bastoni    | 116'  |

| 50' · 52' | Alex Sandro Dušan Vlahović | 1:1 2:1 |

| 6' · 80' · 99' · 102' | Nicolò Barella Hakan Çalhanoğlu Ivan Perišić | 0:1 2:2 2:3 2:4 |

| 83' · 90+2' | Massimiliano Allegri Manuel Locatelli |

| 55' · 119' | Marcelo Brozović Arturo Vidal |

| 104' | Massimiliano Allegri |

| Principal  | Paolo Valeri          |
| Asistentes | Alessandro Giallatini |
|            | Fabiano Preti         |
| Cuarto     | Simone Sozza          |
| Quinto     | Salvatore Longo       |

| VAR            | Aleandro Di Paolo |
| Asistentes VAR | Rosario Abisso    |

| Alineación inicial |